# Menophra mitsundoi
Menophra mitsundoi là một loài bướm đêm trong họ Geometridae.